# Dosisflächenprodukt
Das Dosisflächenprodukt, abgekürzt DFP, ist eine Messgröße in der Dosimetrie und Grundlage für die Berechnung der Strahlenbelastung während einer Röntgenaufnahme mit einem Röntgengerät (z. B. Durchleuchtung, Angiographie, Raster-Wand-Gerät, mobiler C-Arm usw.). Das Dosisflächenprodukt wird bisweilen auch Flächendosisprodukt, abgekürzt FDP, genannt.
Da in die Berechnung des Dosisflächenprodukts sowohl die exponierte Fläche als auch die Dosis eingehen, ist diese Größe vom Abstand zum Strahler unabhängig. Das bedeutet: Der Wert ist bei gleicher Strahlenintensität an jedem beliebigen Punkt, den der Patient einnehmen kann, gleich groß. Die Dosisleistung nimmt mit größer werdendem Abstand zwar ab, die durchstrahlte Fläche nimmt aber gleichzeitig zu, wodurch das Produkt konstant bleibt. Die Messung des DFP erfolgt mit Ionisationskammern, die am Strahlenaustrittsfenster des Röntgengerätes angebracht sind. Sie dokumentieren die Strahlendosis, welcher der Patient bei der Untersuchung ausgesetzt war. 
Das DFP ist für die Risikobeurteilung einer Strahlenexposition von großer Bedeutung.
Als Maßeinheit sind gebräuchlich {\displaystyle \mathrm {\,cGy\cdot {cm}^{2}} } (Zenti-Gray · Quadratzentimeter) bzw. {\displaystyle \mathrm {\,Gy\cdot {cm}^{2}} }  (Gray · Quadratzentimeter) oder {\displaystyle \mathrm {\,{\text{µ}}Gy\cdot m^{2}} } (Mikro-Gray· Quadratmeter).
Die Definition dieser Messgröße erfolgte im Jahr 1959 durch Herbert Pychlau, der zunächst von der „Flächeneinfalldosis“ sprach. Die Bemessung des Produkts von Dosis und Fläche berechnete er mit der Einheit: R · cm2 (Röntgen mal Quadratzentimeter). Er war auch der erste, der konkrete Messungen des Dosisflächenprodukts durchführte. Ein von ihm konstruiertes Versuchsmodell, ein Diagnostik-Dosimeter, wurde im diagnostischen Strahleninstitut des Krankenhauses St. Georg in Hamburg Anfang 1959 eingesetzt. Insgesamt sechs Röntgenologen (die damalige Bezeichnung für Radiologen) sammelten so Vergleichsdaten zur Strahlenbelastung. Ziel war es, eine Methode zu schaffen, die als Grundlage für die Messung der Strahlenbelastung bei Durchleuchtungsuntersuchungen dienen kann und in diesem Zusammenhang aufzuzeigen, dass die exakte Bestimmung der Strahlenbelastung von Patienten bei röntgendiagnostischen Untersuchungen möglich ist.